# 堀切橋 (埼玉県)
堀切橋（ほりきりばし）は埼玉県行田市堤根と、同県鴻巣市袋の間を流れる忍川に架かる道路橋である。土木学会選奨土木遺産に選ばれている。

## 概要
1919年（大正8年）から1937年（昭和12年）にかけて実施された元荒川支派川改修事業の一環で架けられた橋で、1933年（昭和8年）竣工の橋長19.80メートル、幅員6.10メートル、有効幅員5.60メートルの鋼桁橋である。
橋の管理者は行田市である。3径間のRCアーチ橋のように見えるが、アーチ状の側径間のように見える部分は、橋台を兼ねたRCラーメン構造のため、単径間の橋である。主桁はH型鋼が使用されており鋼橋である。床版および高欄はコンクリート製で、高欄は三角形やアーチ状の開口部が設けられている。橋は川と斜めに交差しており斜橋である。橋の右岸側は鴻巣市道吹400号線（1級路線）に接続する。
すぐ上流側に石田三成が忍城の水攻めの際に築造された石田堤の遺構があり、橋の付近でこの石田堤が決壊したことからこの名がある。
随所に幾何学模様が刻まれた野外アート風の橋であることが認定員から評価され、2014年（平成26年）11月25日に土木学会選奨土木遺産に認定されている。左岸側橋詰には「土木遺産 堀切橋」と記された案内看板も設置されている。また、土木学会による「近代土木遺産2800選Bランク（県指定文化財クラス）」にも選出されている。

## 周辺

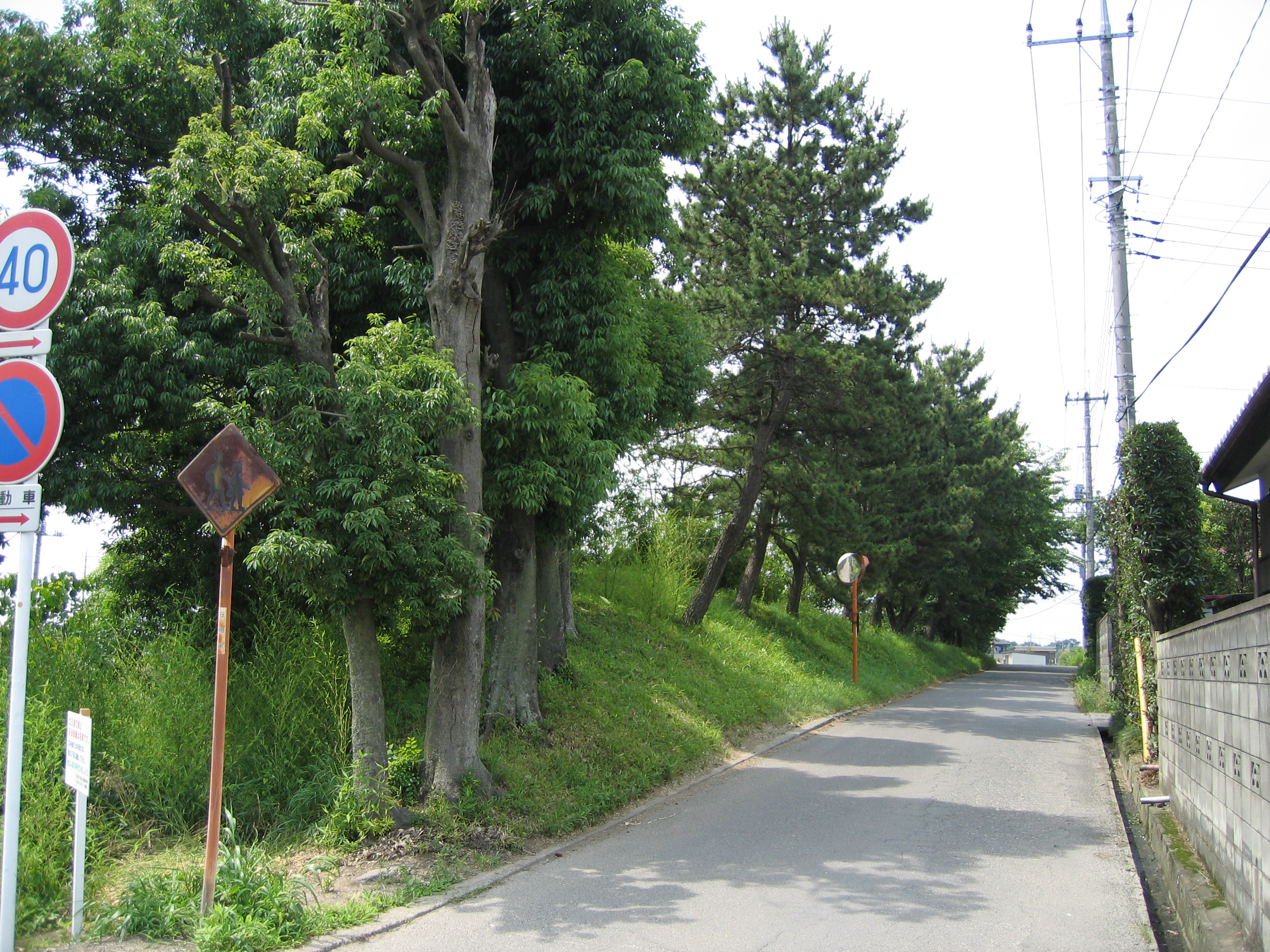
石田堤

堀切橋の前後にはほぼ同時期に竣工した古レールを使用したアーチ橋などの橋梁が複数架けられている。
- 石田堤 - 忍川を挟み行田市側と鴻巣市側に遺構がそれぞれ残されている[9]。
- 石田堤史跡公園 - 1999年（平成11年）6月開園[6]。右岸側橋詰に所在。
- 石田堤歴史の広場
- 日蓮宗 妙心寺教会
- 袋ふれあい公園 - 吹上町民プール跡地
- 東京電力パワーグリッド 吹上変電所

## その他
上流側に堀切橋とよく似たRCラーメン橋台の構造を持つ県道148号線の青柳橋が架けられていた。橋の架け替えに伴ない撤去されたため現存しない。